# Nicolas Michaux
Pour les articles homonymes, voir Michaux.
Nicolas Michaux, né le 17 novembre 1984, est un auteur-compositeur-interprète et producteur belge.
Membre du groupe Été 67 jusque 2012, il mène une carrière solo depuis 2014. Il a publié trois albums en 2016 (À la vie, à la mort), 2020 (Amour Colère), et 2024 (Vitalisme), ainsi qu'une compilation en 2021 (Les Chutes). Également producteur, il est le cofondateur du label coopératif Capitane Records ainsi que la cheville ouvrière de la formation Soldiers of Love.

## Biographie
Originaire de Tilff, en banlieue de Liège, où il passe une adolescence marquée par la maladie et les opérations, Nicolas Michaux débute très jeune au sein du groupe Été 67 avec plusieurs amis de son village. Le groupe, au sein duquel il compose l'essentiel des textes, connait un certain succès et se sépare en 2012, après deux albums, plusieurs EPs et plusieurs tournées en Belgique et en Europe. Il passe alors un an au Danemark et depuis partage sa vie entre l'île danoise de Samsø et Bruxelles. 
En 2016, il sort l'album À la Vie, à la Mort dont l'essentiel des titres est en français, un album entre pop et rock décrit comme délicat, à la fois mélancolique et lumineux. Quatre ans plus tard, paru sous le label Capitane Records dont Nicolas Michaux est l'une des chevilles ouvrières, l'album Amour colère propose « une ode à la famille, l'autre et les idéaux, écrite sur la terre d'un monde extrême, consumériste et autodestructeur filant tout droit vers l'implosion ». L'album qui mélange les titres en anglais et en français, laissant transparaître un goût tant le brit rock, que pour le no wave et le punk new-yorkais de Jonathan Richman, la country ou « l’indie délavée », est salué pour « ses mélodies et son songwriting ciselé ». 

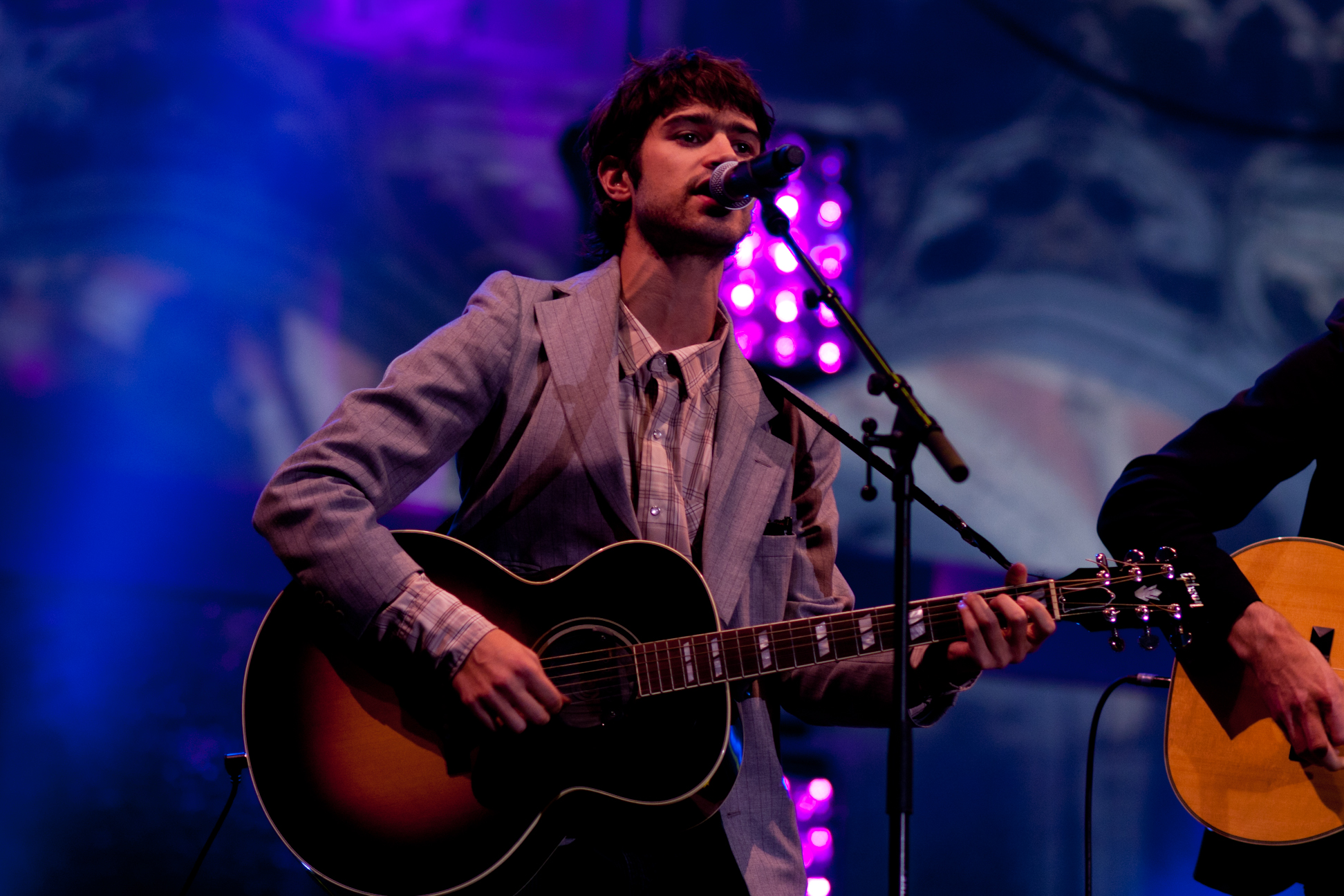
Nicolas Michaux, septembre 2011

Son troisième album, Vitalisme, sort le 18 octobre 2024 essentiellement composé de titres originaux — dont le titre Chaleurs Humaines salué par Étienne Daho — mais également du titre She's An Easy Rider de Tucker Zimmerman qui encourage cette reprise. Cet album « post-rupture », dont le titre doit à Gilles Deleuze et qui allie « l’élégance pop, la culture rock, le chant en français et anglais », a pour thème « l'échec du grand rêve familial » mais, sans sombrer dans l’aigreur ou l’amertume, se veut une célébration de la vie et entend « ose[r] encore croire en la possibilité d’une rédemption et d’un renouveau ».
Multi-instrumentiste aux influences éclectiques (Velvet Underground, Bob Dylan, Serge Gainsbourg, Neil Young, Talking Heads...), Nicolas Michaux articule depuis 2017 une formation à géométrie variable, le combo The Soldiers of Love qui accompagne notamment les chanteurs américains Irma Thomas et Turner Cody pour leurs enregistrements mais également Adam Green en tournée européenne.
Ses activités de productions, développées avec son studio bruxellois Free House porté par le label coopératif autogéré Capitane Records qui produit notamment des artistes comme Juicy, Sages comme des sauvages… , l'amènent à également travailler pour des artistes américains comme Regina Spektor, Cyril Neville ou encore Binki Shapiro, ainsi qu'à s'adonner à la réalisation de clips vidéos. 

## Distinctions
- Coup de cœur des Médias Francophones Publics 2023 pour Chaleur humaine[15]